# Megan Faraimo
Megan Faraimo (California, 14 de julio de 2000) es una sofbolista estadounidense con ascendencia samoana y hawaiana que jugó en equipos de Estados Unidos y Japón.
La deportista ganó la triple corona de pitcheo durante la segunda temporada de la Liga Mexicana de Sóftbol en 2025. Además, se convirtió en la primera jugadora en la historia de la LMS en lanzar un juego perfecto, es decir, sin hits ni carreras; en donde se enfrentó a 21 bateadoras y a las 21 dominó.

## Trayectoria deportiva
La sofbolista consiguió diversos récords con la Universidad de California en Los Ángeles (UCLA) lo que le permitió jugar con la Selección de Estados Unidos y, posteriormente, inició su camino como jugadora profesional en la Athletes Unlimited Softball y en la Japan Diamond Softball League.

En 2025 formó parte del roster de Diablos Rojos del México Femenil y declaró que su intención, además de abrir las puertas en el sóftbol a más mujeres, también es inspirarlas a soñar en grande:
[...] Mi deseo más grande al venir aquí (México) fue hacer crecer este deporte y asegurarme de que hay una atracción internacional, porque creo que es importante ahora que se acercan los Juegos Olímpicos. Pero dentro de eso, quiero asegurarme de que todas las niñas en las gradas se sientan inspiradas, que si tienen el sueño de hacer algo grande, podamos impulsarlas. Esto no es sólo sobre softbol, ver a las mujeres en el campo cumpliendo sueño puede ayudar a transmitir ese coraje a todas las niñas para conseguirlo.
Tras el campeonato de Las Escarlatas, durante una entrevista la sofbolista fue comparada con Trevor Bauer; sin embargo, ella respondió: 
Creo que soy la Megan Faraimo del sóftbol, creo que Trevor Bauer es asombroso y que el beisbol es un deporte increíble, pero no es frecuente que se invite a las mujeres a compartir los mismos espacios que los hombres; así que si pudiera, me gustaría hacerme un nombre en mi propio deporte. 

## Palmarés
| Año  | Medalla          | Competencia                              |
| ---- | ---------------- | ---------------------------------------- |
| 2019 | Medalla de oro   | Serie Mundial Universitaria Femenina     |
| 2020 | Medalla de oro   | Juegos Olímpicos de Tokio 2020           |
| 2022 | Medalla de oro   | Juegos Mundiales de 2022                 |
| 2024 | Medalla de plata | Copa Mundial de Sóftbol Femenino de 2024 |

## Premios y reconocimientos
- En 2020 fue nombrada pitcher del año en Estados Unidos.[9]
- En 2023,  se convirtió en la segunda lanzadora en la historia de la Athletes Unlimited Softball en lanzar un juego sin hit ni carrera.[10]
- En 2025, Faraimo hizo historia al lanzar el primer juego perfecto en la LMS; acontecimiento que fue celebrado a través de un reconocimiento en el Salón de la Fama del Beisbol Profesional de México.[11][12][13]
- En el mismo año, hizo algo que solo se había visto una vez en la Liga de Japón y una vez en la Liga Mexicana de Beisbol: la triple corona de pitcheo.[14][15]